# Rohovce
Rohovce (in ungherese Nagyszarva) è un comune della Slovacchia facente parte del distretto di Dunajská Streda, nella regione di Trnava.